# Villieu-Loyes-Mollon
Villieu-Loyes-Mollon település Franciaországban, Ain megyében. Lakosainak száma 3831 fő (2022. január 1.). Villieu-Loyes-Mollon Châtillon-la-Palud, Chazey-sur-Ain, Crans, Meximieux, Rignieux-le-Franc és Saint-Maurice-de-Rémens községekkel határos.

## Népesség
A település népessége az elmúlt években az alábbi módon változott:
| Lakosok száma | 1512 | 2182 | 2407 | 3095 | 3350 | 3507 | 3653 | 3717 | 3755 | 3831 |
|               | 1975 | 1990 | 1999 | 2010 | 2013 | 2015 | 2017 | 2019 | 2020 | 2022 |